# Pierre Traverse

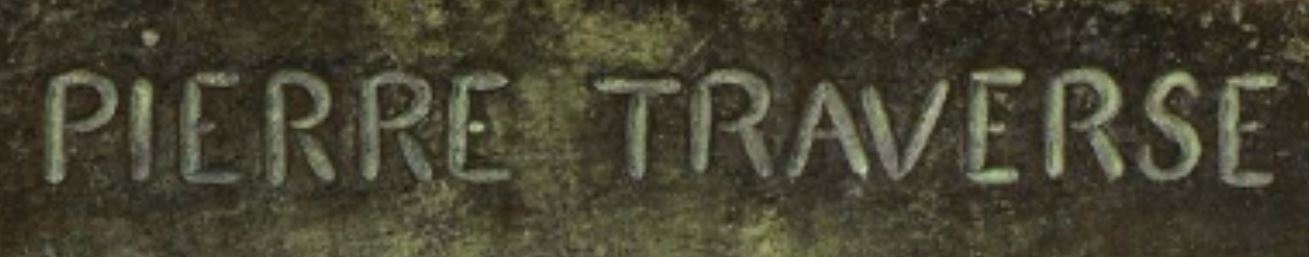
Signatur von Pierre Traverse

Pierre Traverse (* 1. April 1892 in Saint-André-de-Cubzac, Frankreich; † 4. Juli 1979 in Paris, Frankreich) war ein französischer Bildhauer.

## Leben
Der Vater Pierre Traverses schickte seinen Sohn nach Limoges, wo er bei dem Bildhauer Philippon und an der École des arts décoratifs de Limoges seine erste Ausbildung erhielt. In Paris studierte er bei dem Bildhauer Jean-Antoine Injalbert an der École des Beaux-Arts und war Schüler von Antoine Bourdelle und Joseph Bernard.
Er war auf zahlreichen Ausstellungen vertreten, darunter die Pariser Salons der Société des Artistes Français, Société du Salon d’Automne und der Société des artistes décorateurs. Er war Mitglied der Société des Artistes Français. 1921 erhielt er die Silbermedaille, 1926 die Goldmedaille, den Prix Blumenthal 1932 und ein Ehrendiplom auf der Weltfachausstellung Paris 1937.
Traverse gehörte der von dem Éditeur d’art (Kunstverleger) und Bildgießer Arthur Goldscheider in den frühen 1920er Jahren mit Vertretern des Art déco gegründeten Künstlergruppe La Stèle an, deren Arbeiten Goldscheider 1925 auf der Pariser Exposition internationale des Arts Décoratifs et industriels modernes ausstellte.

## Werke (Auswahl)
- Archer et Centaure
- Femme et enfant
- Jeune femme courant avec une gazelle
- Fructidor
- Femme nue, s’appuyant sur une roche
- Femme et biche
- Baigneuse
- Baigneuse accroupie
- Diane et deux lévriers
- Eve